# Christoph Eimer
Christoph Eimer, född den 12 mars 1977 i Neuss, Tyskland, är en tysk landhockeyspelare.
Han tog OS-brons i herrarnas landhockeyturnering i samband med de olympiska landhockeytävlingarna 2004 i Aten.